# 薄毛粗叶榕
薄毛粗叶榕（学名：Ficus hirta var. imberbis）为桑科榕属下的一个变种。

## 扩展阅读
- 維基物種上的相關：薄毛粗叶榕